# هيكتور ريفادافيا غوميز
هيكتور ريفادافيا جوميز (بالإسبانية: Héctor Rivadavia Gómez)‏ (17 يوليو 1880 - 25 يوليو 1931) الرئيس الفخري لاتحاد أمريكا الجنوبية من عام 1920 إلى 1936.